# 舒塞尔·罗伊
舒塞尔·罗伊（Shusil Roy），化名为Som、Ashok，是毛主义理论家、印度共产党（毛主义）政治局委员，也是印度自由斗士Dinesh Gupta的侄子。

## 生平
1963年加入印度共产党，领导加尔各答Bansdroni县的工人运动。1964年印共分裂后，他加入了印度共产党（马克思主义），并动员工人反对越南战争。1966年，罗伊处于西孟加拉邦食物运动的最前线，直面警察暴行并被捕。1967年纳萨尔巴里起义爆发后离开印共（马）。 1980年至1996年任毛主义共产主义中心总书记。罗伊在2004年印度毛主义共产主义中心和印度共产党（马列）人民战争的合并中发挥了关键作用。罗伊是比哈尔邦和贾坎德邦的活跃的毛派理论家，被认为是印度共产党（毛主义）的最高级领导人。
2005年在胡格利县科纳加尔火车站被捕。 他最初被送往加尔各答的总督监狱，后来获准保释。同年被贾坎德邦警察再次逮捕并带到兰契。由于身体状况严重恶化，由贾坎德邦高等法院于2012年保释，接受保释金待遇。
2014年6月18日在德里全印医学科学院泌尿外科隔离病房去世，享年78岁。遗体按照他的意愿捐赠给了德里全印医学科学院。